# 김채연 (배구 선수)
김채연은 대한민국의 배구 선수이다.
2017-18 V리그 1라운드 5순위(인천 흥국생명 핑크스파이더스)로 프로 배구에 입단하였다.